# Lénéennes

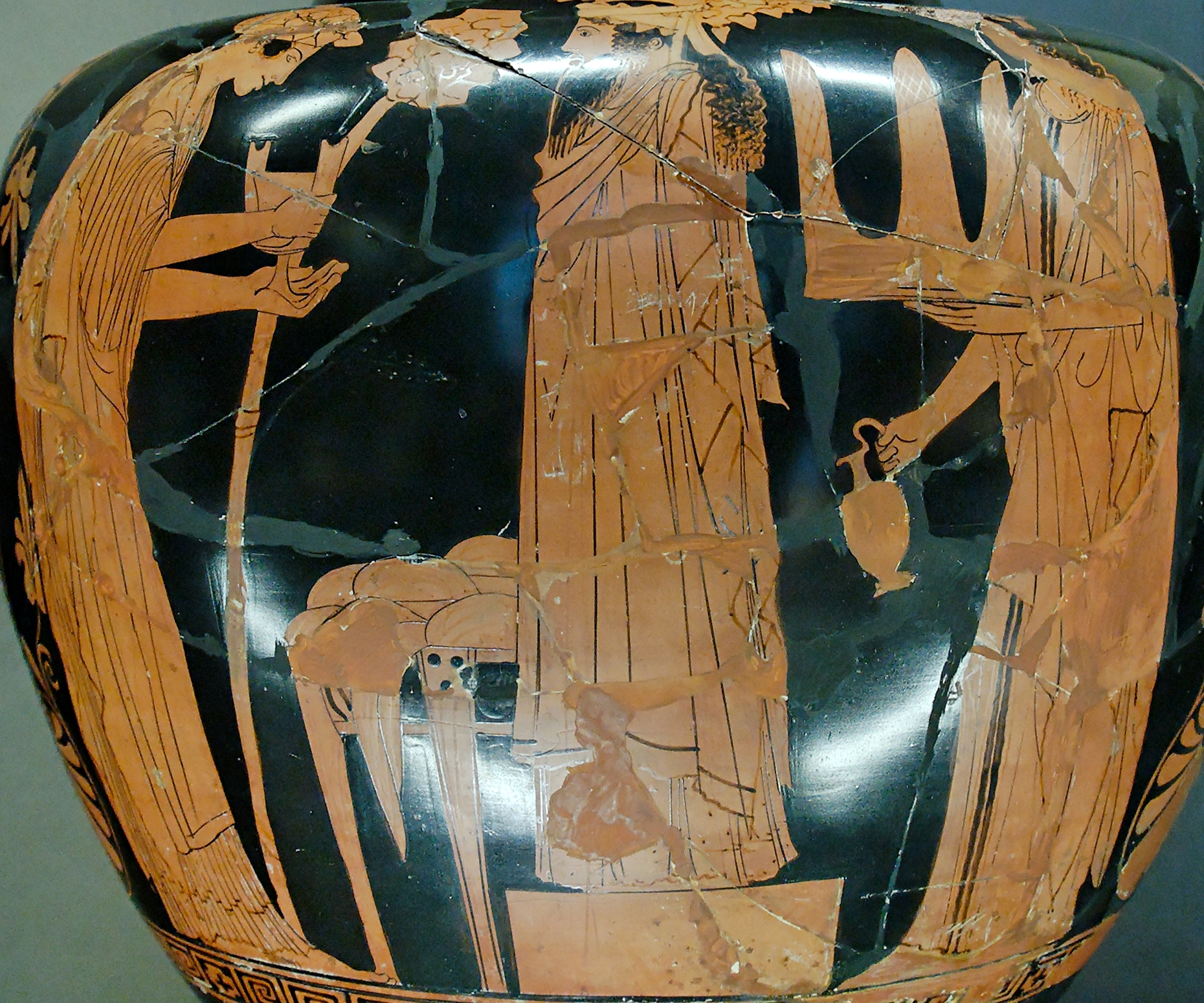
Scène de culte dionysiaque, stamnos attique à figures rouges, vers 450-440 av. J.-C., musée du Louvre

Dans l'Antiquité, les Lénéennes ou Lénées (en grec ancien Λήναια / Lếnaia) sont des fêtes grecques célébrées à Athènes et en Ionie. À l'instar des Dionysies, elles sont en l'honneur de Dionysos.

## Déroulement
Ces fêtes tirent leur nom des lếnai « les bacchantes ». Le mot « Lénaï » et le verbe « faire les Lénaï » s'employait comme un équivalent de bacchantes ou pour dire « faire le bacchant ». Leur désignation officielle était « Dionysies au Lénaion ». Elles sont très mal connues. On sait qu'à Athènes, elles sont célébrées pendant le mois de gamélion (vers décembre-janvier), deux mois avant les Dionysies urbaines, sous l'égide de l'archonte-roi. Contrairement aux Dionysies, qui sont ouvertes à l'ensemble de l'empire athénien, elles sont plus centrées sur Athènes elle-même. Cependant, les chœurs peuvent accueillir des étrangers et les métèques peuvent être chorèges (sponsors d'un chœur).
Il y avait une procession de l'idole constituée d'une colonne à laquelle étaient accrochés le masque et le manteau du dieu.
Les Lénéennes  donnent lieu à un concours de représentations dramatiques : un prix pour la comédie est institué vers 440 av. J.-C. Ainsi, Aristophane participe à ce concours en 425 av. J.-C. et y présente Les Acharniens, puis en 424 av. J.-C. Les Cavaliers, en 422 av. J.-C. Les Guêpes, en 411 av. J.-C. Lysistrata, enfin en 405 av. J.-C. Les Grenouilles. Cinq comédies se disputent le prix.
Une inscription datant de 365 à 363 av. J.-C. montre que le concours comprend également des tragédies ; on ignore quand. Contrairement aux Dionysies, les poètes ne présentent pas une tétralogie composée de trois tragédies et d'un drame satyrique, mais une dilogie de deux tragédies. Deux ou trois productions tragiques se disputent le prix.
On a longtemps cru que les Lénéennes étaient plus anciennes que les Dionysies urbaines. L'hypothèse repose sur le témoignage de deux lexicographes, expliquant que les concours étaient organisés au Lénaion (temple de Dionysos Lenaios) avant que le théâtre ne soit bâti. Elle a été contestée, notamment parce qu'on ne connaît pas de lien entre les Lénéennes et deux éléments majeurs des débuts de la tragédie grecque : le sacrifice du bouc (tragos) et le dithyrambe. 

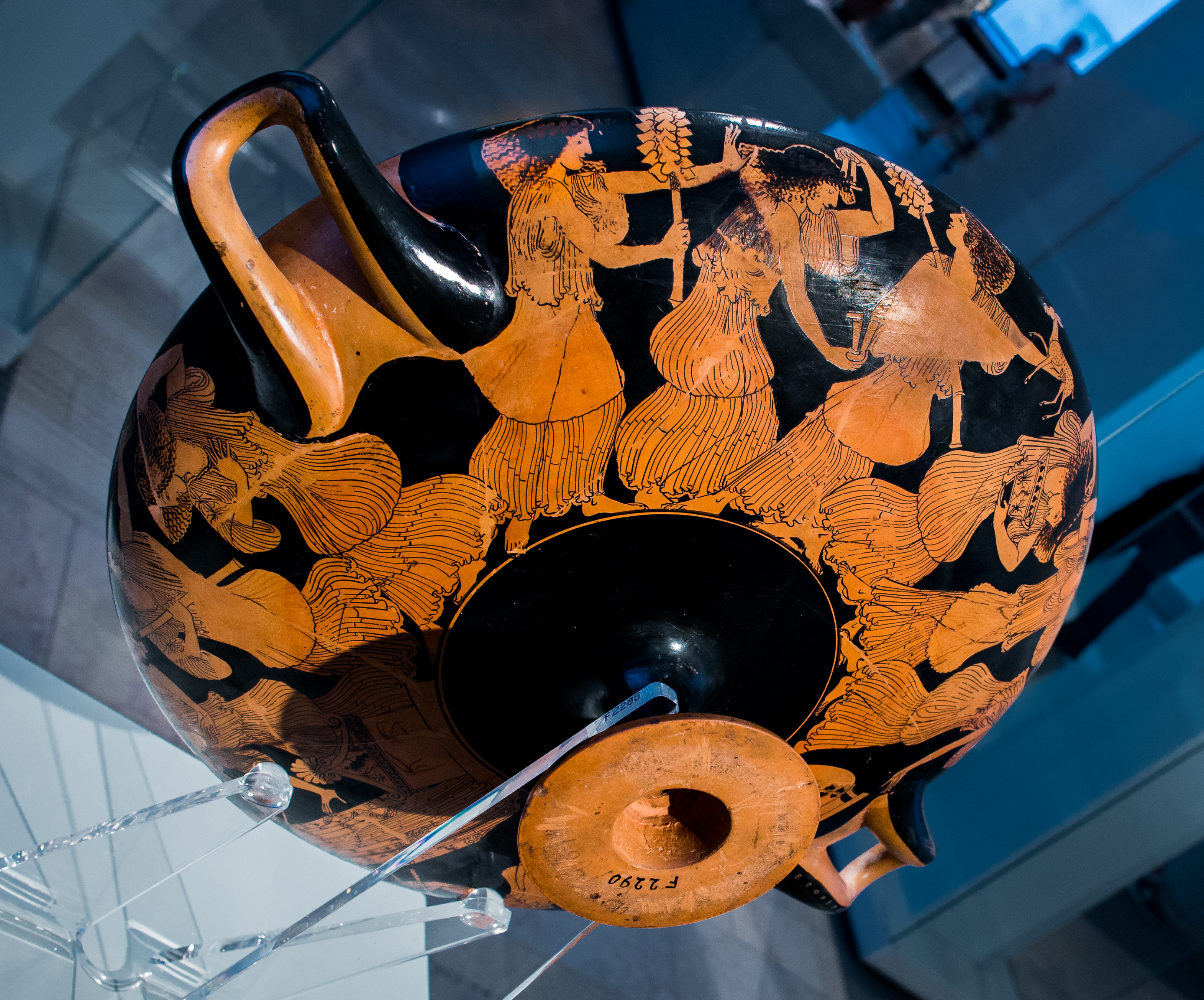
Femmes ou ménades aux Lénéennes - kylix de Macron et Hieron, vers -490/-480,.

On appelle « vases des Lénéennes » un groupe d'à peu près 70 vases attiques du Ve siècle av. J.-C. dont on a d'abord pensé qu'ils représentaient des scènes des Lénéennes ; cette hypothèse est largement abandonnée aujourd'hui.

## Interprétations
Pour Henri Jeanmaire, ces cérémonies du milieu de l'hiver paraissent être liées « avec l'évocation de divinités chtoniennes dont la réappartion est gage du réveil prochain des forces de la nature. »

## Biographie
- Henri Jeanmaire, Dionysos : histoire du culte de Bacchus : l'orgiasme dans l'Antiquité et les temps modernes, origine du théâtre en Grèce, orphisme et mystiquee dionysiaque, évolution du dionysisme après Alexandre, Paris, Payot, 1951, 3e éd. 1978, pp. 44-47